# Ghiacciaio Pipecleaner
Il ghiacciaio Pipecleaner è un ghiacciaio lungo circa 7 km situato nella regione centro-occidentale della Dipendenza di Ross, nell'Antartide orientale. Il ghiacciaio, il cui punto più alto si trova a circa 1600 m s.l.m.,  si trova nell'entroterra della costa di Scott e ha origine dalla coalescenza di numerosi piccoli ghiacciai alpini sul versante orientale del monte Huggins, nel versante orientale della dorsale Royal Society, da dove scorre verso nord-est fino a unire il proprio flusso, a cui nel frattempo si è unito quello del ghiacciaio Glimpse, a quello del ghiacciaio Radian.

## Storia
Il ghiacciaio Pipecleaner è stato così battezzato dai membri della spedizione di ricerca antartica svolta dalla Università Victoria di Wellington nel 1960-61, in virtù del suo aspetto: la sua forma allungata e le molte morene che lo punteggiano, infatti, ricordano uno scovolino da pipa ("pipecleaner" in inglese).